# 幕間 (雑誌)
『幕間』（まくあい）は、1946年（昭和21年）から1961年（昭和36年）まで刊行されていた歌舞伎雑誌。2022年まで刊行されていた『演劇界』と並び、「戦後の歌舞伎雑誌の代表」として知られている。

## 概要
太平洋戦争の終結直後に発刊された雑誌で、『観照』、『舞台展望』や『劇評』といった同時期に出発した雑誌が数年で廃刊となった中、『幕間』の刊行は16年続き、通巻にして197号を数えた。森西真弓は、その掲載内容として「劇評や評論のほかに座談会など真面目な読み物頁の一方で、グラビアで俳優の家庭訪問や楽屋スナップを載せて、俳優やその子弟の素顔を紹介している」とまとめながら、競合誌であった『演劇界』と比べると「大衆性、娯楽性の色合い」が濃く、「よりファン雑誌としての傾向が強い」雑誌であったとしている。
判型はB5判で、表紙絵はそのほとんどを高木四郎が担当した。また三宅周太郎が積極的に寄稿しながら雑誌の後援をし、十三代目片岡仁左衛門や八代目坂東三津五郎といった役者らも力を貸したほか、若き日の戸部銀作とその妻玲子も『幕間』の業務に関係していた。

## 沿革
1946年5月、当時25歳だった関逸雄が編集発行人となって、自身で立ち上げた和敬書店から発刊した。関はもともと室町の老舗繊維問屋「関米」の息子だった。このため、『幕間』の創刊については、芝居好きの若旦那が嫌いな商売を弟に譲った上で道楽で始めたなどと語られていたという。実際、関には若旦那然としたところがあったようで、権藤芳一は「颯爽たる若社長というよりは、やはり人なつっこい坊々」と記している。
井上甚之助の回顧によれば、創刊に際して関から相談を受けた井上が仲立ちとなって、関を当時京都松ヶ崎に疎開していた三宅周太郎へ紹介、刊行開始前から三宅が雑誌に関与するようになった。加えて、雑誌の名前も当初は「花道」とされる予定であったが、久米正雄が「幕間」とする案を考え出し、「まくあい」という正しい訓みを普及させるきっかけになるということで「幕間」と命名されたという。
こうして発売された創刊号の巻頭に掲載された関の「発刊の辞にかえて」には、「かねがね同好の士を語らい芝居の雑誌を出してみたいと考えていました（中略）所謂芝居好きが観劇の合間に、芝居について語り合うような気軽な趣味の雑誌、字面だけむずかしい、理屈っぽい論議は御免蒙って、何はさて、芝居への正しい愛情と良識に溢れた香りの高いものにしたいと思います」と書かれ、ファン雑誌としての将来像が示されていた。このほか創刊号には井上の連載「三津五郎藝談」、三宅周太郎や山口広一の五月諸公演の観劇の手引きのような記事が載った。
戦後すぐの用紙不足、及び用紙割当委員会による統制の下、わずか12ページで始まった「幕間」は、8号目には地方紙として許されていた上限の32ページに到達、以降も徐々にページ数を増やして行き、内容を充実させていった。またこの時期、中村梅玉、松本幸四郎、尾上菊五郎、実川延若といった戦前からの名優が相次いで死去したが、その都度別冊として追悼号を編集・刊行したため、雑誌の名物となった。
1953年11月には通巻100号記念号を刊行、1955年には和敬書店の10周年記念として「幕間舞踊鑑賞会」を祇園甲部歌舞練場で開催するほどに至ったが、その一方で関西の歌舞伎界の弱体化が急速に進んでいた。まず1954年に坂東鶴之助が松竹を脱退、さらに阪東壽三郎が死去。翌1955年には中村鴈治郎が息子扇雀同様に松竹から離れることとなった。結果、以前からの観客数の減少傾向に拍車がかかり、関西での歌舞伎興行自体も減っていった。
『幕間』誌上では、こうした状況に呼応するように、歌舞伎の代わりに舞踊の記事の割合が増えていきながら刊行が続けられたが、1962年には関が「上方歌舞伎最後の新芽」と呼んだ林与一が東宝に移籍する事件が起きた。6月号の巻頭言でこの事件を「上方歌舞伎延続の最後の望みの綱の切断」とし、「関西の歌舞伎復興は、所詮は叶えられない、はかない夢に過ぎないのだろうか」と書いてから4ヶ月後、『幕間』は10月号で廃刊することとなった。
関は10月号に掲載された「終刊のことば」において、雑誌の赤字に言及するとともに、「終刊の理由は改めて説明するまでもない。歌舞伎、特に関西における歌舞伎の完全な窒息状態は、本来関西の歌舞伎を中心対象とし、これを最大の拠りどころとしてきた「幕間」には、その存在の意義を奪う致命的な事態であるからである。関西の歌舞伎が事実上消失した現在、われわれは「幕間」の使命がすでに終ったことを自認せざるを得ないからである。」と記した。最終号では『幕間』に代わる「もっと現代に即した新しい形の一般芸能雑誌」の発刊が予告されていたが、実現することがないまま、廃刊から3年後の1964年12月、関逸雄は事故死した。

## 評価
刊行中から「東に演劇界、西に幕間あり」と言われ、戦後の二大演劇雑誌の内の１つとして目されていた。毎年年末から新年にかけて行われていた読者による俳優の人気投票企画など、ファン雑誌としての性質が強かったとされるものの、昭和20年代に別冊としてまとめられた名優の追悼号などは特に資料として高く評価されている。また、権藤芳一は関西の演劇雑誌として唯一長期間に渡って刊行が継続された『幕間』は、「まさに関西歌舞伎とその盛衰を共にした雑誌」であり、そのものが「関西歌舞伎史の証言」であるとしている。
この他、読者を対象とした「友の会」を催し、読者の投稿を積極的に採用するなど、より知識のある歌舞伎の観客及び劇評家を育てたことも雑誌としての功績と考えられており、そうしたかつての読者として権藤芳一、藤井康雄、北川忠彦、小山昭元、杉本嘉代子、如月青子らがいた。

## 年表
- 1945年 - 大東亜戦争の終結。
- 1946年 - 『幕間』創刊。
- 1953年11月 - 通巻100号記念号の刊行。
- 1955年 - 二代目鴈治郎・扇雀親子の松竹脱退。この前後、関西歌舞伎の弱体化が決定的になる[21][22]。
- 1961年 - 雑誌の廃刊。
- 1964年 - 関逸雄の死。